# Nils Larsen (muzikant)
Nils Larsen (Oslo, 7 juni 1888 – 5 november 1937) was een Noors componist, pianist en muziekpedagoog. 
Hij kreeg gedurende de jaren 1906-1909 zelf les van Martin Knudsen. Zijn debuut als componist vond plaats op 16 oktober 1908 toen Cally Monrad met Larsen achter de piano zijn opus 1 zong. Zijn debuut als solopianist was op 3 maart 1909. De hoofdgast tijdens dat laatste concert was Adelaide Welhaven. Hij kreeg voor beide concerten goede kritieken. Daarna studeerde hij verder bij José Vianna da Motta (1910-1912) en Rudolph Ganz (1912-1914) in Berlijn en in de periode 1919/1920 nog in de Verenigde Staten. Hij speelde gedurende die tijd veel samen met violist Leif Halvorsen. Zijn laatste publieke optreden vond plaats op 15 januari 1924.
Larsen was als pianist verbonden aan de voorloper van het Oslo Filharmoniske Orkester en had een opleidingsruimte aan de Parkveien. Hij was populair als pianodocent, want hij leverde veel concertpianisten af: Robert Levin, Robert Riefling, Tore Sinding, Elisabeth Reiss, Eline Nygaard, Kristian Hauger, Sølvi Wang, Gunvor Mjelva, Ester Skogsrud, Ruth Lagesen, Ingebjørg Gresvik, Hans Solum, Kåre Siem, Klaus Egge en Ivar Johnsen. Ingebjørg Gresvik nam na zijn overlijden zijn plaats in als docent.
Zijn meest bekende compositie (in Noorwegen dan) is Hymne "Fader Vår". Het is origineel geschreven voor sopraan en piano, maar er zijn talloze arrangementen van beschikbaar, bijvoorbeeld voor trompet en piano of a capella mannenkoor. De tekst was van hemzelf .
Werken:
- Fire sange, opus 1 (1908)
  - De grov en Venusstötte op (tekst Holger Drachmann)
  - Sommernat (tekst Vilhelm Krag)
  - Serenaden (tekst Johan Ludvig Runeberg)
  - Vel maa jeg kysse dig, hertenskjaer (tekst Thor Lange)
- Tre Norske danse, opus 2 (1909)
  - Springdans
  - Halling
  - Dans på laaven
- Tre klaverstykker, opus 3 (1910)  (Tre klaverstykker i gammel stil) 
  - Gavotte
  - Pastorale
  - Scherzo
- Tre sange, opus 4 (1910)
  - Pinselilje (tekst Herman Wildenvey)
  - Sne over verden (tekst Enok Abrahamsen)
  - Du og jeg (tekst Thor Lange)
- Fire sange, opus 5 (circa 1911)
  - Ved nyingen (tekst Knut Hamsun)
  - Landskab (tekst Jens Peter Jacobsen)
  - Selma (tekst Herman Wildenvey)
  - Farlige drömme (tekst Holger Drachman)
- Tre klaverstykker, opus 6 (1912)
  - Vision
  - Vuggevise
  - ? (waarschijnlijk Polonaise)
- To sange i folkevisetone (1912)
  - Laudagskvell (tekst Enok Abrahamson)
  - Mest du ligner på birken (tekst Enok Abrahamson)
- Hymne (Fader vor/Fader vår) (1915)
- Lette etyder og kjente småstukker uten oktavspenn (1927, samen met Eyvind Alnæs)
- Boljan blå, Sjomannsviser og bygdeandger med musikk (verzameling uit 1930)

- Bibsys: 90278999
- International Standard Name Identifier: 0000 0000 3940 9963
- Library of Congress Control Number: no92018194
- Nationale Bibliotheek van Tsjechië: xx0156135
- Virtual International Authority File: 70957330
- WorldCat: E39PBJcgr96QYm8R7X8pWwkhpP